# Luna–1
A Luna–1 szovjet űrszonda. Az E–1 típusú holdszonda negyedik és egyben a Luna-program első sikeresen indított példánya. Az első mesterséges bolygóvá vált űreszköz.

## Küldetése
A Hold megközelítése, a kozmikus sugárzás, a napszél, a mikrometeoritok, az interplanetáris anyag és a Hold mágneses terének vizsgálata. Valószínű, hogy az eredeti tervek a Holdba való becsapódást tartalmazták.

## Jellemzői
Az OKB–1 tervezőirodában kifejlesztett és épített E–1 típusú űrszonda.
Az 1959. január 2-án a bajkonuri űrrepülőtér 1. sz. Indítóállásából egy Luna (8K72) típusú hordozórakétával indították pályára. Közvetlen felemelkedéssel érték el a szökési sebességet. Az első ember készítette tárgy, amely elérte a második kozmikus sebességet, végleg elhagyva a Föld körzetét. Január 2-án 119 500 kilométerre a Földtől egy patron segítségével nátriumpára-felhőt bocsátott ki a röppálya vizuális mérésének segítésére.  A keletkezett felhőt három percen keresztül lehetett megfigyelni. Január 4-én, másfél nap, 34 óra alatt közelítette meg a Holdat. A tervek szerint eredetileg a Hold felszínébe kellett volna csapódnia, de a földi irányítórendszer üzemzavara miatt mintegy 5995 kilométerrel elrepült a Hold mellett. Mivel sebessége kisebb volt a harmadik kozmikus sebességnél, ezért a Nap első mesterséges bolygója lett 450 napos keringési idővel. A kapcsolatot 62 órán keresztül, a Földtől 597 000 kilométerig sikerült fenntartani. A kémiai akkumulátorok kimerülésével az aktív kapcsolat január 5-én megszűnt.
A stabilizált, nagyjából gömb alakú űrszonda hasznos tömege 362 kilogramm. Átmérője 90 centiméter, burkolata alumínium és magnézium ötvözete. Külső felületén volt elhelyezve a magnetométer és hat rúdantenna. A gömb belsejében nitrogéngáz segítségével 20 °C-ot biztosítottak. Belsejében helyezték el a rádióadót, az akkumulátorokat, a műszerek elektronikus egységeit. Műszerei: belső és külső hőmérséklet mérő, kozmikus sugárdetektor, mikrometeorit-érzékelők, négy töltöttrészecske-csapda, magnetométer és Geiger–Müller-számláló.

## Eredmények
- A Luna–1 lett az első mesterséges bolygó
- Új adatokat szolgáltatott a Föld magnetoszférájáról és a bolygóközi térről
- Bizonyította, hogy a Holdnak nincs magnetoszférája
- Új adatokat szolgáltatott a napszélről